# أوقست فون باير
أوقست فون باير هو مهندس معماري ورسام سويسري، ولد في 3 مايو 1803 في Rorschach, Switzerland ‏ في سويسرا، وتوفي في 2 فبراير 1875 في كارلسروه في ألمانيا.